# 田子村
田子村（たごむら）は、静岡県賀茂郡にあった村である。旧那賀郡。

## 隣接していた自治体
- 賀茂郡
  - 仁科村
  - 安良里村（賀茂村 → 西伊豆町）

## 沿革
- 1889年4月1日 - 町村制施行。那賀郡田子村が1村で成立。
- 1896年4月1日 - 那賀郡が賀茂郡へ編入される。
- 1956年3月31日 - 仁科村と合併して西伊豆町となる。